# Nammjoni
Nammjoni est une petite ville du Togo.

## Géographie
Nammjoni est situé à environ 78 km de Dapaong, dans la région des Savanes.

## Vie économique
- Marché au bétail

## Lieux publics
- École primaire
- École secondaire